# Marek Jodkowski
Marek Jodkowski (ur. 1976) – polski duchowny katolicki archidiecezji warmińskiej, doktor habilitowany nauk teologicznych, profesor Uniwersytetu Warmińsko-Mazurskiego w Olsztynie, diecezjalny konserwator zabytków, dyrektor wydziału sztuki kościelnej archidiecezji warmińskiej.

## Życiorys
Pochodzi z parafii rzymskokatolickiej św. Jana Nepomucena w Wielbarku. Jest absolwentem Wyższego Seminarium Duchownego „Hosianum” w Olsztynie. Magister historii sztuki Uniwersytetu Warmińsko-Mazurskiego. Święcenia kapłańskie uzyskał 2 czerwca 2001 roku. Jako neoprezbiter został skierowany do parafii konkatedralnej św. Jakuba w Olsztynie, w której posługiwał przez 3 lata. Następnie studiował historię sztuki, historię Kościoła i archiwistykę w Katolickim Uniwersytecie Lubelskim Jana Pawła II.
22 czerwca 2011 uzyskał stopień doktora na wydziale teologii Katolickiego Uniwersytetu Lubelskiego na podstawie pracy Budownictwo sakralne diecezji warmińskiej w latach 1821–1945. 8 stycznia 2020 uzyskał habilitację na Uniwersytecie Warmińsko-Mazurskim z teologii na podstawie pracy Organizacja i rozwój diaspory Kościoła katolickiego w Prusach Wschodnich w XIX oraz pierwszej połowie XX wieku. Jest profesorem Uniwersytetu Warmińsko-Mazurskiego w Olsztynie.
Jego badania naukowe koncentrują się wokół historii kultury materialnej, historii Warmii w XIX i XX wieku, kampanologii historycznej i ikonografii chrześcijańskiej.